# Kalecik (Ancara)

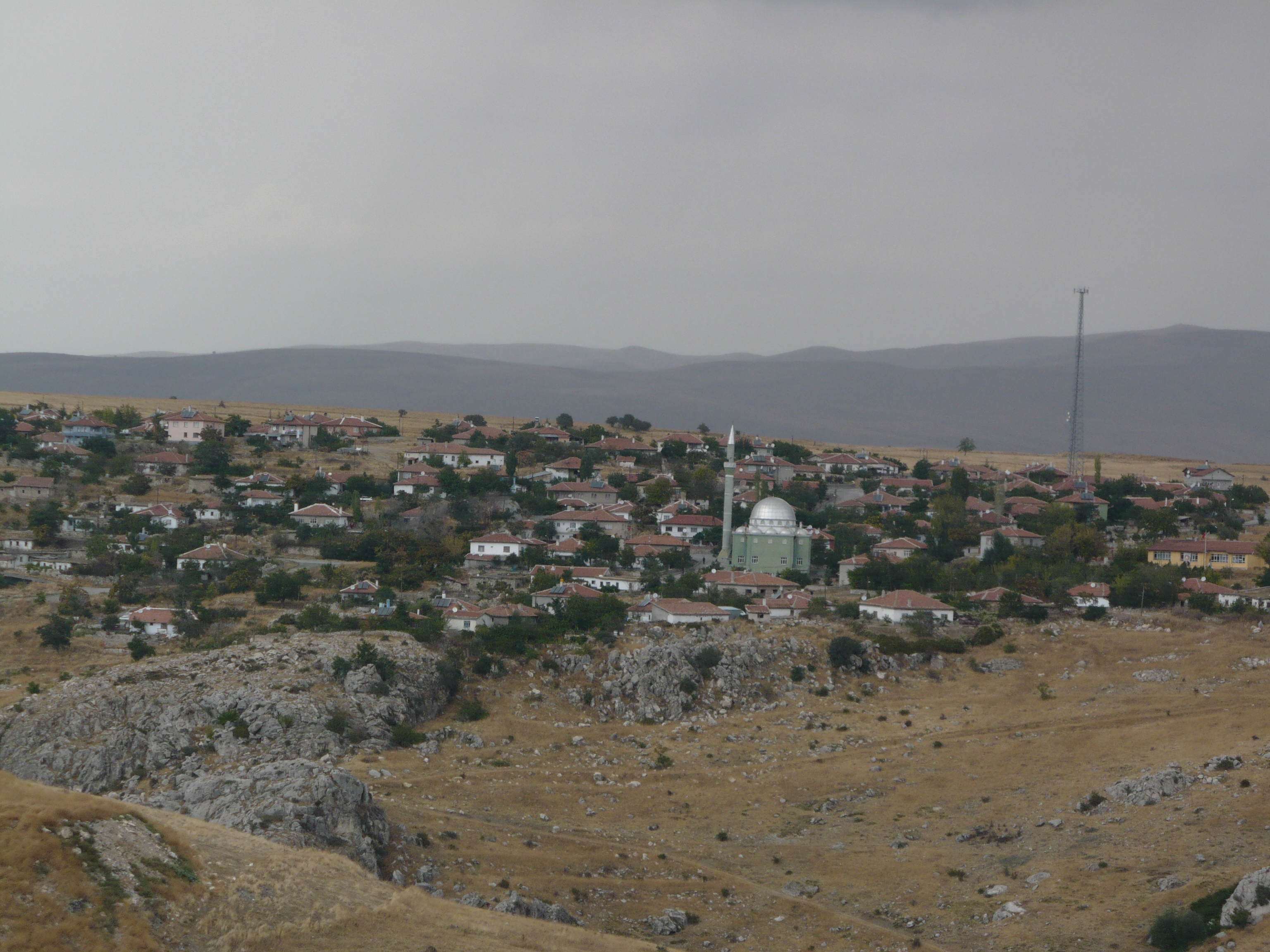
Kalecik

Kalecik é uma cidade turca localizada na província de Ancara.